# Haruzō Matsumoto
Haruzō Matsumoto, auch Shunzo Matsumoto (japanisch 松本 春造; * vor 1930) ist/war ein japanischer Szenenbildner, der 1953 für einen Oscar nominiert wurde. 
Matsumoto wurde 1953 gemeinsam mit Matsuyama Takashi, bisweilen auch mit Onyomi-Lesung des Vornamens: Matsuyama Sō, in der Kategorie „Bestes Szenenbild in einem Schwarzweißfilm“ für und mit dem Film Rashomon – Das Lustwäldchen, Regie: Akira Kurosawa, für einen Oscar nominiert. Der Film, der bei der Oscarverleihung 1952 einen Ehrenpreis in der Kategorie „Bester ausländischer Film“ erhielt, gilt als Meilenstein in der internationalen Filmgeschichte. In der Kategorie „Bestes Szenenbild“ mussten Matsumoto und Tatsuyama jedoch Edward C. Carfagno, Cedric Gibbons, F. Keogh Gleason und Edwin B. Willis und dem Filmdrama Stadt der Illusionen von Vincente Minnelli den Vortritt lassen.
Über Matsumotos Leben sowie seinen beruflichen Werdegang vor und nach der Oscarnominierung liegen keine Erkenntnisse vor.